# Melese signata
Melese signata är en fjärilsart som beskrevs av James John Joicey och Talbot 1916. Melese signata ingår i släktet Melese och familjen björnspinnare. Inga underarter finns listade i Catalogue of Life.